# Ogražden
Ogražden (makedonska: Огражден, Ogražden Planina) är ett berg i Nordmakedonien. Det ligger i den östra delen av landet, 130 km öster om huvudstaden Skopje. Toppen på Ogražden är 1 737 meter över havet.
Terrängen runt Ogražden är kuperad åt nordost, men åt sydväst är den bergig. Ogražden är den högsta punkten i trakten. Närmaste större samhälle är Novo Selo, 14,1 km söder om Ogražden.
Omgivningarna runt Ogražden är en mosaik av jordbruksmark och naturlig växtlighet. Runt Ogražden är det ganska glesbefolkat, med 48 invånare per kvadratkilometer.